# イブン・ハルドゥーン

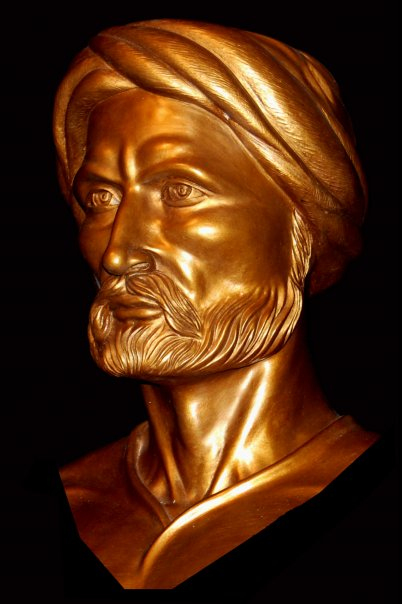
イブン・ハルドゥーンの胸像（アラブ・アメリカン・ナショナル・ミュージアム）

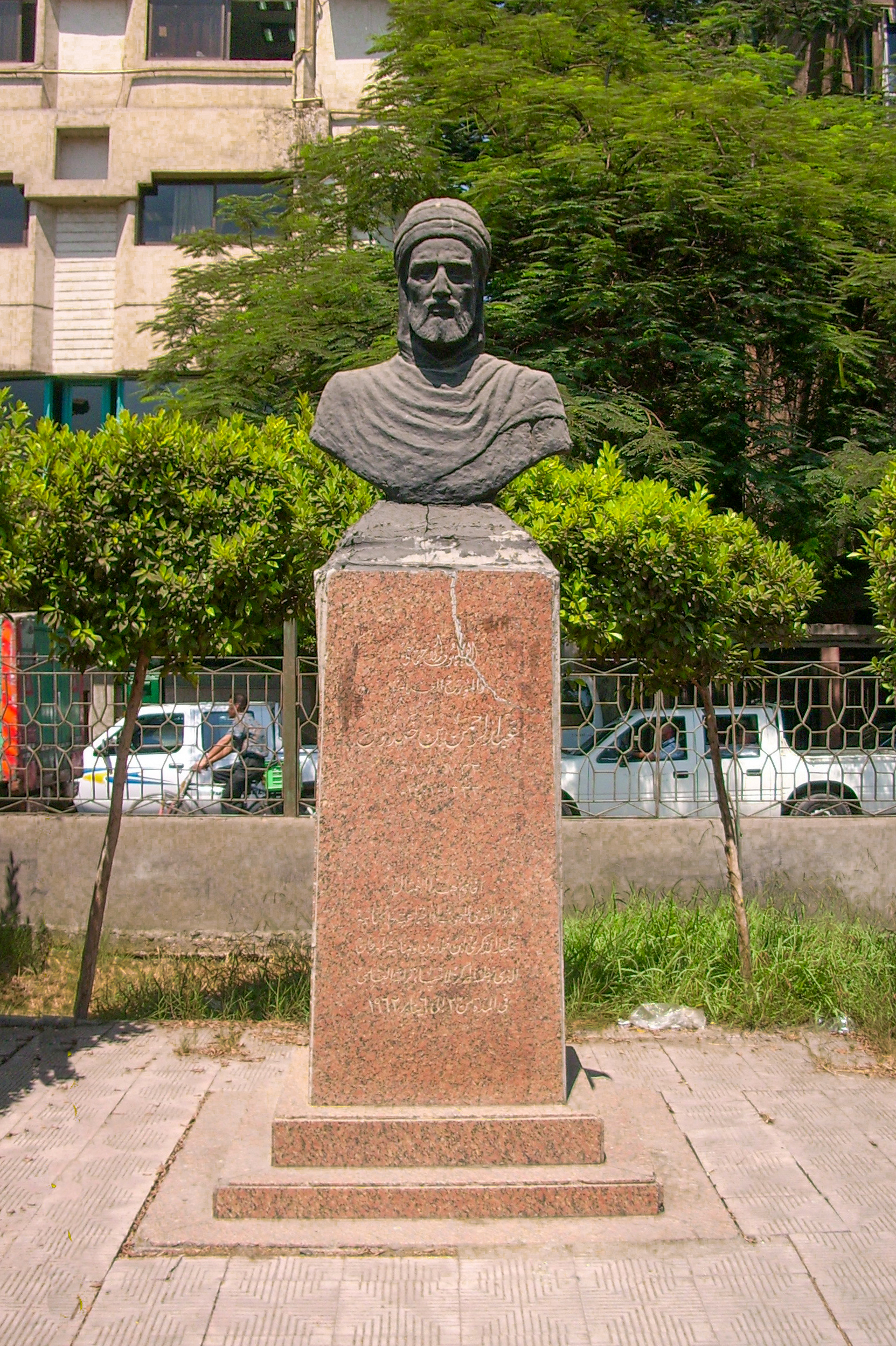
イブン・ハルドゥーンの胸像（カイロ）

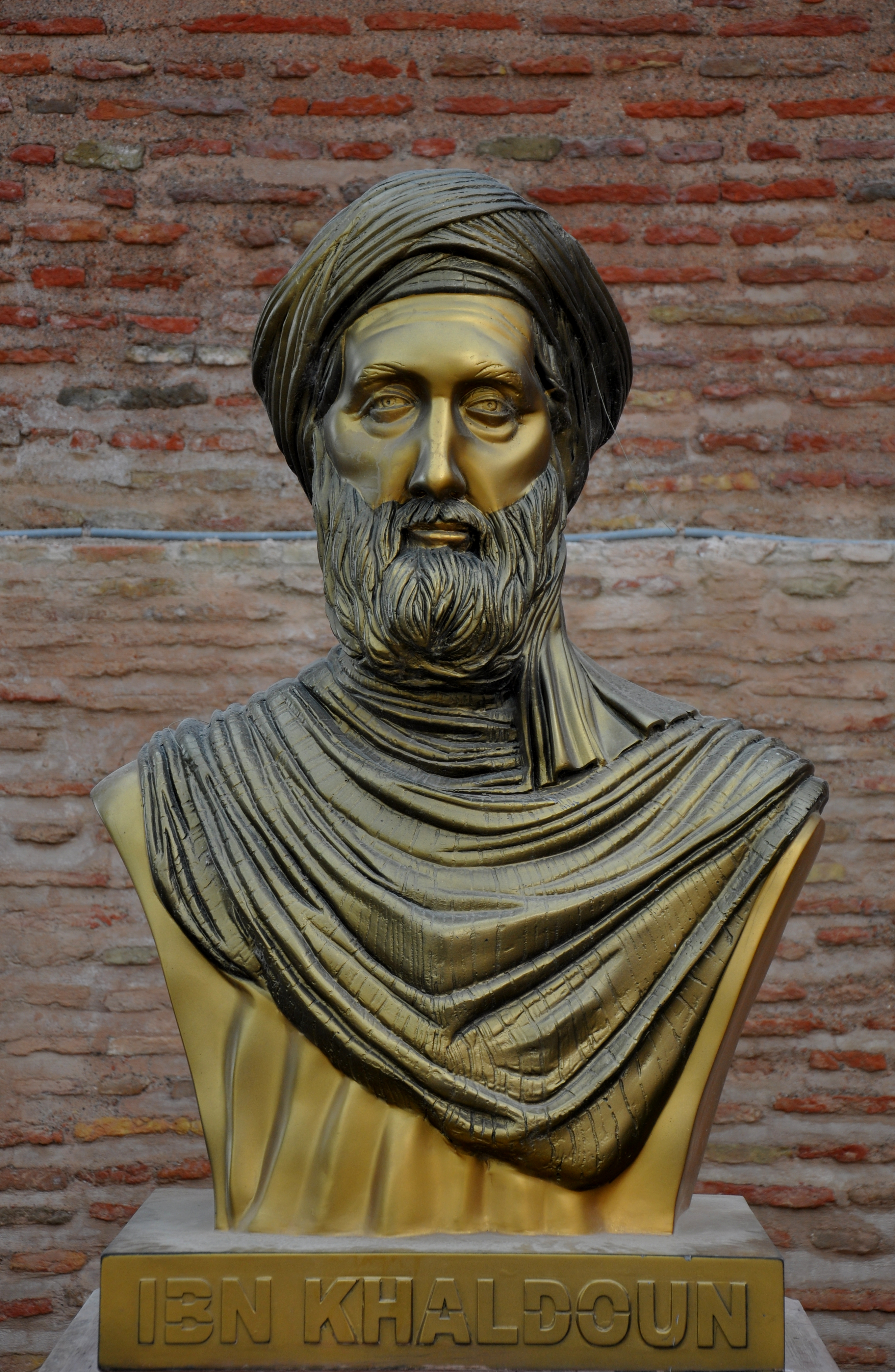
イブン・ハルドゥーンの胸像（アルジェリア）

イブン・ハルドゥーン （アラビア語: ابن خلدون, 転写：Ibn Khaldūn, 発音：イブン・ハルドゥーン, 英語: Ibn Khaldun, 1332年5月27日 - 1406年3月17日）は、中世のイスラーム世界を代表する歴史家、思想家、政治家。イスラーム世界最大の学者とも呼ばれる。

## 名前
أَبُو زَيْدٍ عَبْدُ الرَّحْمَٰنِ بْنُ مُحَمَّد بْن خَلْدُون الْحَضْرَمِيّ（Abu Zayd ʿAbd al-Raḥmān ibn Muḥammad ibn Khaldūn al-Ḥaḍramī, アブー・ザイド・アブドゥッラフマーン・イブン・ムハンマド・イブン・ハルドゥーン・アル＝ハドラミー）
クンヤは「アブー・ザイド」で「ザイドの父」の意。本人のファーストネームはアブドゥッラフマーン、父の名前はムハンマド。
イブン・ハルドゥーンは直訳すると「ハルドゥーンの息子」だが、アンダルスに多かった家名表示で実際には「ハルドゥーン家の息子、ハルドゥーン家の子息、ハルドゥーン家の者」を意味するいわゆるファミリーネームを示す部分。

## 出自
南アラビアのハドラマウト（現イエメン共和国領の都市）出身のアラブ人ワーイル族を祖先とする。ハルドゥーン家の始祖は8世紀にアラブの征服事業の一環であるイベリア半島遠征に従軍し、以降ハルドゥーン家の人間はアンダルスに定住。
9世紀にはハルドゥーン家はセビリアの有力貴族として力をつけ、1248年のセビリア陥落直前まで、一族はセビリアを統治したイスラーム系王朝の下で支配貴族の地位を保った。セビリア陥落の直前にハルドゥーン家はイフリーキヤ（現在のチュニジア、アルジェリア東部にあたる地域）のハフス朝の首都チュニスに亡命、かつてムワッヒド朝でセビリア太守を務めていたハフス朝の創始者アブー・ザカリーヤー1世の庇護を受ける。
ハルドゥーンの祖父ムハンマド（? - 1337年）は高位への登用を断り、隠棲して神秘主義（スーフィズム）に没頭する、宗教的な生活を送った。この祖父の影響を受けてハルドゥーンの父ムハンマド（? - 1349年）も学問に没頭し、クルアーン、イスラーム法学（シャリーア）、アラビア語文法、作詩の知識を習得した。

## 生涯

### 少年期
1332年5月27日にハフス朝の首都チュニスで生まれる。
少年時代のハルドゥーンは当時の良家の子弟と同じように、チュニスの学者たちからイスラーム法学、伝承学、哲学、作詩などを学び、政界への進出に必要な教養を習得した。しかし、ハルドゥーン自身は少年期について多くを語っておらず、不明な点が多い。
1347年にチュニスはマリーン朝のスルタン・アブル＝ハサンに占領されるが、アブル＝ハサンがモロッコより帯同した学者たちとの出会いがハルドゥーンの学究心を刺激し、恩師となる哲学者アル＝アービリーの教えを受けるきっかけを生み出した。父ムハンマドはモロッコの学者と交流し、学者たちが家に出入りしたため、ハルドゥーンは彼らから教えを受けることができたのである。家に出入りした学者たちの中でハルドゥーンが最も師事したのがアービリーであり、アービリーを中心として行われた読書会に彼も参加した。通常の講義ではただ哲学概論を講義するだけであったが、読書会ではイブン・スィーナー、イブン・ルシュド、ファフル・アッディーン・アッラーズィー（en:Fakhr al-Din al-Razi）らイスラームの哲学者の著書を読解する手法がとられ、ハルドゥーンはここで優れた理解力を示した。
1349年、ヨーロッパと北アフリカ一帯で流行していたペストにチュニスも襲われ、多くの教師たちとハルドゥーンの両親も病に倒れた。1351年にアービリーがモロッコに帰国するまでハルドゥーンは彼の元で研究を続け、1351年4月には『宗教学概論要説』を完成させる。
アービリーの元での学習を終えたハルドゥーンはハフス朝を振り出しに、マリーン朝、ナスル朝、ベジャーヤのハフス朝地方政権といった、地中海世界のイスラム政権の宮廷を渡り歩くことになる。

### モロッコへの旅立ち
勉学の続行、ハフス朝の将来への不安、両親の死の直後という境遇のために西方への旅立ちを思い立つが、長兄ムハンマドに諌められて旅を断念しなければならなかった。おそらくは長兄ムハンマドの働きかけによって、19歳の時にハフス朝の国璽書記官に任じられるが、ハルドゥーンは西方への憧れを捨て去ってはいなかった。1352年の春にスルタン・イブラーヒーム2世アル＝ムスタシルの反乱鎮圧に従軍した際、密かに軍から抜け出してフェズに向かう。当時の北アフリカは極めて政情が不安定であり、ハルドゥーンは知人とハルドゥーン家の縁者の助けを受けながら、テベサ、ガフサ、ビスクラと北アフリカ各地の都市を渡り歩いた。マリーン朝のスルタン・アブー・イナーンがベジャーヤを占領した情報を受け取るとアブー・イナーンに会うためにベジャーヤへと向かい、ベジャーヤ付近の陣営でアブー・イナーンの歓待を受けた。フェズに帰国したアブー・イナーンはかつてハルドゥーンが師事した学者たちより彼のことを詳しく聞かされ、1354年にマリーン朝の使者がベジャーヤに留まっていたハルドゥーンの元へと送られた。

### フェズでの権力闘争
マリーン朝ではアブー・イナーンに近侍する学者の集団に加えられて宮廷に出入りし、公文書を作成する書記官の官職に任ぜられた。書記官の地位はさして高いものではなく、ハルドゥーンもこの役職に満足していなかったが、安定した地位を得たことで落ち着いた生活を送ることができ、フェズの学者たちから教えを受けた。他方、勉学の傍らで宮廷を訪れる他国の外交官、政治家とも接触をし、マリーン朝の人質となっていたハフス朝の王族アブー・アブドゥッラー・ムハンマドとも交流を持った。1356年の終わりにアブー・イナーンが病に倒れると、ハルドゥーンとアブドゥッラーは密かに語り合い、アブドゥッラーの領地であるベジャーヤに帰還し、ベジャーヤの支配権を奪回する約束を交わした。
しかし計画は露見し、ハルドゥーンとアブドゥッラーはいずれも投獄され、アブー・イナーンは事件の発覚後にチュニス遠征の軍を率いて出陣した。アブドゥッラーの方は間も無く釈放されたが、ハルドゥーンは1年9か月の間獄中に置かれ、何度もアブー・イナーンに釈放を嘆願したが聞き入れられなかった。ハルドゥーンは最後に200行にも及ぶ詩を書いて慈悲を乞い、トレムセンに駐屯していたアブー・イナーンはその詩を見て満足し、彼の釈放を約束した。アブー・イナーンはフェズに帰還後病状が悪化して急逝（もっとも、彼の死因については宰相のハサン・ブン・アマルによる暗殺説も唱えられている）、ハルドゥーンはハサン・ブン・アマルによって他の囚人と共に釈放され、接収された財産も返還された。釈放後、ハルドゥーンはチュニスへの帰国を願い出るが、この届出はハサン・ブン・アマルに受理されなかった。
アブー・イナーンの死後マリーン朝はムハンマド2世・アッ＝サイードを擁立するハサン・ブン・アマルと、王族の一人マンスール・ブン・スライマーンを支持する諸侯の二派に分かれ、ハルドゥーンはスライマーンの側に付いた。そして、イベリア半島から帰国したアブー・イナーンの弟アブー・サーリムがカスティーリャ王国の支援の元にスルタンの位を請求すると、アブー・サーリムの参謀である法学者イブン・マルズークより、ハルドゥーンの元に密使が派遣された。友人でもあるマルズークの誘いを受けたハルドゥーンはマンスール派の王族、将軍にアブー・サーリムの支持に回るよう説得を行い、彼らを翻意させることに成功した。ハサン・ブン・アマルが降伏するに及んで1359年7月12日にアブー・サーリムがスルタンに即位、ハルドゥーンは即位の功労者として国璽尚書の高位に任命された。
国璽尚書に任命された当初、ハルドゥーンは職務に熱意を傾け、周囲も彼の文章を称賛した。しかし、アブー・サーリムはハルドゥーンが期待する名君像とはかけ離れた暴君であり、マルズークがハルドゥーンを初めとする有力者を讒言して権力を掌握すつようになると、次第に政務への熱意を失っていった。アブー・サーリムはハルドゥーンに対して一定の信頼を示し、彼を訴願院（マザーリム、行政裁判所にあたる施設）の裁判官に任命した。
1361年にマルズークを専横を不服とする廷臣が起こしたクーデターによって、アブー・サーリムは殺害され、マルズークも失脚する。クーデターの中心人物である宰相アマル・ブン・アブドゥッラーはハルドゥーンの親友であり、クーデター後もハルドゥーンの地位が保証されたばかりか、俸禄と封地（イクター）が加増される。ハルドゥーンはアマルとの関係を当てにしてより高い地位を要求するが期待したような返事は得られず、自宅に引き籠ってしまった。ハルドゥーンはチュニスへの帰郷を願い出るが、おそらくはその申し出の裏には東方で再興されつつあったザイヤーン朝に仕官する目論みがあり、彼がザイヤーン朝に仕官することを恐れたアマルによって申し出は拒絶された。それでもなおフェズを離れたいという思いをアマルに伝え続け、ついにトレムセン以外にならどの土地へ行ってもよいという許可を得る。
彼は妻子を妻の兄弟がいるコンスタンティーヌに預け、1362年10月にかつて交友のあったナスル朝のスルタン・ムハンマド5世と宰相イブン・アル＝ハティーブを頼ってイベリア半島のグラナダに渡る。

### ハルドゥーンのその後
三度目の仕官先であるナスル朝ではムハンマド5世の寵臣として立身し、カスティリャ王国への使節に任ぜられるなど重用されるが、それが高じて宰相のイブン・アル＝ハティーブとの間に亀裂を生じ、退去を余儀なくされる。
四度目の仕官先である地方都市政権のベジャーヤでは旧知のハフス朝の王子の知遇を得、執権として重きをなすが、相次ぐ戦乱の中でペジャーヤ政権は壊滅し、戦死したスルタンに代わって敵のザイヤーン朝の軍勢に街を明け渡す。このようにイブン・ハルドゥーンの政治家人生は流転の連続であり、それが後に学者としての彼の思想体系に大きな影響を及ぼしたとされる。
ペジャーヤを去った後は政治の表舞台から身を引き、学究の道に邁進する。現アルジェリアのイブン・サラーマ城にて西アジアイスラム史の体系化を試み、歴史書『イバルの書』を著して、学界において確固たる地位を築く。カイロに移住して活発な講演活動を展開し、マムルーク朝のスルタン・バルクークの信任を得て、多くの学院の教授職を歴任し、マーリク派の大法官に任ぜられた。
この後クーデターに関与したとされて政治的には失脚するが、学者としての名声は衰えることがなかった。ティムールのシリア遠征によるダマスクス包囲に巻き込まれるが、その名声を聞きつけたティムールによって陣中に招かれ、大いに弁舌を振るって周囲を圧倒した。
再びエジプトに帰還した後には何度か大法官を務め、六度目の就任の直後に病を得て歿した。

## 思想
王朝を招く主因として、アサビーヤ論を展開した。アサビーヤ論については、著書『歴史序説』に詳しい。

## 評価
アーノルド・J・トインビーは、イブン・ハルドゥーンをトゥキディデスやマキャベリと並べ、アラブの天才としている。科学史家ジョージ・サートンは、彼が中世最大の歴史家であり、マキャベリ、ヴィーコ、コント、クールノーらの先駆だとした。
2006年までチュニジアで発行されていた10ディナール紙幣の肖像だった。

## 主な著書
- كتاب العبر （kitāb al-ʿibar）
  - 『歴史』（『イブン・ハルドゥーンの書』、あるいは題名の最初の単語をとった『イバルの書』と呼ばれることもある[27]）
- التعريف بابن خلدون ورحلاته شرقا وغربا (at-taʿrīf bi-ibn ḫaldūn wa-riḥlatu-hu ġarban wa-šarqan） 
  - 『自伝 西また東』
- 『宗教学概論要説』
- 『マグリブ事情』
- 『諸問解明を励む人の治癒』

日本語訳
- 『歴史序説』、森本公誠訳、岩波文庫 全4巻、2001年
岩波書店〈イスラーム古典叢書〉全3巻、1979-87年
- 「イブン・ハルドゥーン自伝1-8」、柳谷あゆみ・阿久津正幸・中町信孝・橋爪烈・原山隆広・𠮷村武典・高野太輔・佐藤健太郎・五十嵐大介・湯川武・茂木明石・中村妙子訳註、『イスラーム地域研究ジャーナル』1-8、2009-2016, 45-58, 35-56, 47-72, 65-98, 77-102, 31-49, 40-56, 64-91pp.